# ルビ (小惑星)
ルビ (2474 Ruby) は小惑星帯の小惑星である。1979年8月14日、チェコのクレチ天文台 (Hvězdárna Kleť) のズデニカ・ヴァーヴロヴァー (Zdeňka Vávrová) が発見した。
クレチ天文台で飼われていた発見者のペットの犬の名前から命名された。